# Recordati
Recordati è una multinazionale farmaceutica italiana fondata nel 1926 con sede a Milano. Sviluppa, produce e commercia prodotti farmaceutici o di chimica farmaceutica. Il 96,4% del fatturato è dato nel 2017 dal settore farmaceutico mentre il restante 3,6% dal settore chimico. Dal 2018 è controllata da CVC Capital Partners, fondo britannico di private equity, attraverso Rossini Investimenti.
È quotata dal 1984 alla Borsa Italiana dove è presente nell'indice FTSE MIB.

## Storia

### Gli inizi
- 1820: Giovanni Battista Recordati (giovane mantovano nativo di Dosolo), conseguita «l'approvazione alla pratica della farmacia presso l'imperial regia università di Pavia» nel 1817, rileva un'antica spezieria a Correggio. Dopo la sua morte (1848), l'attività farmaceutica prosegue di padre in figlio con Angelo (1824-1909) e poi con Luigi, che inizia la trasformazione della farmacia in laboratorio per la produzione di chinino (l'Emilia-Romagna era una delle regioni dove maggiormente imperversava la malaria nell'Ottocento) e successivamente dell'elisir ricostituente Anabioscon.
- 1926: Giovanni Recordati (1898-1952, nipote di Luigi) segna la svolta industriale della secolare impresa di famiglia. Il 1º maggio 1926 fonda il Laboratorio Farmacologico Reggiano aprendo un'officina per la ricerca e produzione di farmaci su ampia scala, divenuta ben presto vera e propria azienda con il trasferimento in una nuova sede di 15.000 m², dotata di laboratori chimici e biologici per la ricerca, stabilimento per la produzione, magazzini di deposito e uffici. Da qui escono l'Antispasmina Colica® nel 1927 e soprattutto la Simpamina® nel 1938, due dei prodotti di maggior successo della Recordati. Nel 1939 vi lavorano 152 addetti, 249 nel 1946 e 309 nel 1948, dopo l'apertura del grande stabilimento di Milano (25.000 m²).
- 1933: Giovanni Recordati inizia la pubblicazione del periodico scientifico Argomenti di farmacoterapia (sospeso nel 1943 a causa della guerra e poi sostituito dalla rivista Asclepeio), cui fanno seguito nel 1940 i Folia cardiologica, periodico ufficiale del Gruppo cardiologico italiano (poi Società cardiologica italiana) fino al 1969.

### Da Correggio a Milano
- 1953: con la gestione di Arrigo Recordati (1927-1999), entrato in azienda a soli ventitré anni (nel 1950) per una grave infermità del padre, tutte le attività imprenditoriali vengono trasferite da Correggio a Milano. Nascono anche le prime consociate in America Latina (poi cedute ad altri membri della famiglia) e, nel 1961, un accordo esclusivo con Syntex (oggi Roche) per lo studio e la sintesi di ormoni steroidei. Con l'apertura dello stabilimento di Aprilia nel 1963, l'azienda assume la denominazione Recordati Industria Chimica e Farmaceutica.
- 1977: l'Eni acquisisce il 50% del patrimonio dell'azienda, la cui gestione rimane comunque nelle mani di Arrigo Recordati. Inizia la produzione dell'antisettico per bocca, faringe e gengive Antoral®.
- 1984: uscito l'Eni dalla proprietà, il 12 ottobre la Recordati decide di quotare il 25% della società alla Borsa Italiana di Milano.
- 1987: a Cranford, nel New Jersey, viene costituita la filiale statunitense per la commercializzazione di prodotti di chimica farmaceutica nel Nord America.
- 1995: nasce a Madrid la filiale spagnola Recordati España.
- 1997: il 18 marzo viene autorizzata la commercializzazione del farmaco antiipertensivo Zanedip® (lercanidipina).

### L'espansione
- 1999: alla morte di Arrigo, la guida dell'azienda viene assunta da suo figlio Giovanni Recordati, ingegnere e già da anni amministratore delegato del gruppo.[2]  Acquisizione dell'azienda francese Doms Adrian.
- 2000: Recordati acquisisce sempre in Francia il gruppo Bouchara.
- 2001: riorganizzazione delle due società francesi con la costituzione di Bouchara Recordati.
- 2002: la Medicines Control Agency del Regno Unito rilascia l'autorizzazione al commercio di Zanidip® nella nuova forma farmaceutica da 20 mg.
- 2003: viene lanciato in Germania, Francia ed Australia il nuovo dosaggio da 20 mg di Zanidip®.
- 2005: acquisizione di Merckle Recordati in Germania, costituzione nel Regno Unito di Recordati Pharmaceuticals e in Grecia di Recordati Hellas Pharmaceuticals S.A., inaugurazione di un nuovo stabilimento in Irlanda.
- 2006: acquisizione in Portogallo delle società farmaceutiche del Grupo Jaba.
- 2007: acquisizione di Orphan Europe in Francia.
- 2008: acquisizione di FIC e FIC Médical (mercato farmaceutico russo e della CSI) e, in Turchia, della società farmaceutica Yeni Ilaç.
- 2009: acquisizione di Herbacos-Bofarma, società farmaceutica presente nella Repubblica Ceca ed in Slovacchia.
- 2010: autorizzazione all'immissione in commercio in Europa di silodosin, alfa bloccante indicato per il trattamento dell'iperplasia prostatica benigna. Approvazione da parte della Food and Drug Administration (FDA) per l'immissione in commercio negli Stati Uniti d'America di Carbaglu® (acido carglumico) indicato nel trattamento del deficit di NAGS. Acquisizione di ArtMed International, società specializzata nella promozione di prodotti farmaceutici in Romania. Conclusione positiva della Procedura Decentrata per l'approvazione di pitavastatina (Livazo®, Alipza® ed altre denominazioni) in Europa. Firma di un accordo di licenza europeo con Nymox Pharmaceutical Corporation per lo sviluppo e la commercializzazione di NX-1207, il farmaco sperimentale di Nymox attualmente in fase III di sviluppo negli Stati Uniti d'America per il trattamento dell'iperplasia prostatica benigna (IPB).
- 2011: approvazione in Europa per l'estensione dell'indicazione di Carbaglu® (acido carglumico) ai tre principali tipi di acidemia organica. Acquisizione della società farmaceutica turca Frik Ilaç.
- 2012: Acquisizione di prodotti OTC in Germania, in Polonia, in Russia e in Italia. Acquisizione di un portafoglio prodotti per il trattamento di malattie rare negli Stati Uniti d'America. Acquisizione della società farmaceutica Farma-Projekt in Polonia. Accordo di licenza europea con Erytech per Graspa® (L-asparaginase incapsulato in eritrociti umani) in sviluppo per il trattamento della leucemia linfoblastica acuta e della leucemia mieloide acuta
- 2013: Acquisizione di Opalia S.A., primaria società farmaceutica tunisina con sede a Ariana (Tunisi) e moderno stabilimento certificato da cGMO, un'importante piattaforma strategica per stabilire una presenza diretta in Nord Africa ed estendere le proprie attività nei paesi centro africani e negli Stati del Golfo. Il Gruppo rafforza la propria presenza in Spagna con l'acquisizione dei Laboratorios Casen Fleet S.L.U., società farmaceutica spagnola con sede a Madrid e stabilimento produttivo a Utebo, Saragozza, che commercializza prodotti prevalentemente nell'area gastroenterologica.
- 2014: firma di un accordo esclusivo di licenza con Apricus Biosciences Inc., società farmaceutica con sede a San Diego, U.S.A., per la commercializzazione di Vitaros ®(alprostadil), un prodotto topico innovativo per il trattamento della disfunzione erettile, in alcuni paesi europei, Russia, Ucraina, C.I.S., Turchia e alcuni paesi africani. Viene firmato un accordo di licenza con Plethora Solutions Holdings Plc.(UK), per la commercializzazione in Europa, Russia, C.S.I.,Turchia e alcuni paesi del Nord Africa di Fortacin®, una formulazione topica in spray di lidocaina e prilocaina che agisce nel trattamento della eiaculazione precoce. Orphan Europe ottiene per Carbaglu® (acido carglumico) dalla Food & Drug Administration (FDA) in USA la designazione di farmaco orfano per il suo utilizzo nel trattamento delle acidemie organiche (AO).
- 2015: Recordati prosegue il processo di internazionalizzazione delle attività legate al trattamento e alla cura delle malattie rare con la costituzione di nuove filiali in Brasile, Messico e Colombia.
- 2016: Recordati acquisisce a maggio la società farmaceutica Italchimici S.p.A. che commercializza soluzioni terapeutiche principalmente nelle aree della gastroenterologia e delle patologie respiratorie.  A luglio Recordati acquisisce la società farmaceutica svizzera Pro Farma AG che commercializza specialità medicinali proprie o in licenza in selezionate aree terapeutiche sia etiche sia di automedicazione. In agosto Giovanni Recordati muore a 66 anni dopo una lunga malattia. La guida passa ai due fratelli: Alberto è nominato presidente, il più giovane Andrea vicepresidente e amministratore delegato.

### Entra CVC Capital Partners
Nel giugno 2018 CVC Capital Partners, fondo britannico di private equity, acquisisce per 3 miliardi (28 euro per azione con uno sconto del 17,6%) il controllo della Recordati rilevando il 51,8% detenuto nella Fimei, la holding della famiglia Recordati (i fratelli Alberto, Andrea, Cristina e la vedova di Giovanni, Hillary). L'accordo prevede il pagamento di 2,3 miliardi al closing dell'operazione (previsto alla fine dell'anno) e 750 milioni in strumenti finanziari di debiti subordinati a lungo termine. Una volta ottenuto l'ok dall'Antitrust, CVC lancerà un'Opa (Offerta pubblica di acquisto) sul flottante delle azioni. Andrea Recordati resterà come A.D. insieme al management. Dopo il parere positivo dell'Antitrust, l'operazione è perfezionata ai primi di dicembre del 2018 con l'utilizzo da parte di CVC Capital Partners di Rossini Investimenti che ha acquisito l'intero capitale di Fimei (51,791%) per circa 3 miliardi di euro. Rossini lancia quindi un'OPA obbligatoria totalitaria sulle azioni Recordati al prezzo di 27,55 euro ad azione. Lascia il presidente Alberto Recordati, al suo posto è cooptato Giampiero Mazza.
Il 20 dicembre 2018 il cda Recordati ritiene a maggioranza (con l'astensione di Giampiero Mazza, Cathrin Petty e Andrea Recordati) "non congruo da un punto di vista finanziario" il corrispettivo di 27,55 euro ad azione per l'Opa promossa da Rossini Investimenti. Quasi contemporaneamente è annunciata l'acquisizione da parte della Recordati della francese Tonipharm, società con sede nei dintorni di Parigi, operativa nel mercato dell'automedicazione con prodotti da banco. Nel febbraio 2019 sono comunicati i risultati definiti dell'Opa che è andata quasi deserta: il titolo resta quindi nel FTSE Mib. Sempre in febbraio l'assemblea nomina Flemming Ornskov nuovo presidente (sostituito poi da Altavilla) e conferma Andrea Recordati alla carica di amministratore delegato.
Nel luglio 2021 nuovo cambio al vertice: Andrea Recordati diventa presidente esecutivo, Rob Koremans  nuovo A.D.. Nel dicembre 2021 la società acquisisce per 750 milioni di euro l'inglese Eusa Pharma, specializzata nella cura di malattie di natura oncologica con 130 milioni di ricavi e 200 dipendenti.

## Il gruppo
Il gruppo ha sede a Milano, e attività operative nei principali paesi europei, in Russia e negli altri paesi del Centro ed Est Europa, in Turchia e negli Stati Uniti d'America.
Il sito produttivo più importante per il gruppo è quello di Milano, che sforna 50 milioni di confezioni di farmaci l'anno ed è specializzato nella manifattura e confezionamento di forme solide orali, in gocce, iniettabili e prodotti per uso topico. Un altro impianto importante e tecnologicamente all'avanguardia è quello di Campoverde di Aprilia, in provincia di Latina, che occupa un'area di 360.000 m² e produce per via chimica intermedi e principi attivi sia per le specialità farmaceutiche Recordati sia per il mercato dei farmaci generici; a questi due impianti nazionali si aggiungono quelli di Cork in Irlanda e di Montluçon in Francia.
Il gruppo Recordati occupa oltre 4.100 dipendenti, di cui quasi la metà costituiscono la rete degli informatori scientifici del farmaco, mentre 150 sono impiegati in ricerca e sviluppo (in particolare nei settori cardiovascolare, genito-urinario e nei trattamenti per malattie rare). I prodotti Recordati sono venduti in oltre 135 paesi.

## Dati finanziari
| Anni | Ricavi netti | Utile operativo (EBIT) | Utile netto |
| ---- | ------------ | ---------------------- | ----------- |
| 2002 | 492,7        | 89,2                   | 50,2        |
| 2003 | 487,5        | 81,0                   | 23,7        |
| 2004 | 488,3        | 90,4                   | 54,0        |
| 2005 | 576,1        | 111,1                  | 64,5        |
| 2006 | 576,2        | 120,3                  | 74,0        |
| 2007 | 628,4        | 131,5                  | 84,9        |
| 2008 | 689,6        | 144,7                  | 100,4       |
| 2009 | 747,5        | 162,2                  | 110,6       |
| 2010 | 728,1        | 154,8                  | 108,6       |
| 2011 | 762,0        | 163,5                  | 116,4       |
| 2012 | 828,3        | 167,0                  | 118,5       |
| 2013 | 941,6        | 195,4                  | 133,7       |
| 2014 | 987,3        | 231,0                  | 161,2       |
| 2015 | 1.047,7      | 278,5                  | 198,8       |
| 2016 | 1.153,9      | 327,4                  | 237,4       |
| 2017 | 1.288,0      | 406,5                  | 288,8       |
| 2018 | 1.352,2      | 442,2                  | 312,4       |
| 2019 | 1.481,8      | 465,3                  | 368,9       |
| 2020 | 1.448,9      | 469,0                  | 355,0       |
| 2021 | 1.580,1      | 490,2                  | 386,0       |
| 2022 | 1.853,3      | 437,3                  | 312,3       |

Dati in milioni di €

## Azionisti principali
- Recordati S.p.A.: 3,7%
- Rossini Investimenti (CVC Capital Partners): 51,791%

Data: 7 dicembre 2018

## Pipeline
- Isturisa per il trattamento della sindrome di Cushing, anche in relazione all'ipercortisolemia.[9]